# Turistická značená trasa 2718
 Turistická značená trasa č. 2718 měří 14,9 km; spojuje obec Ružomberok s Kolibou u Dobrého pastiera v pohoří Velká Fatra v okrese Ružomberok na Slovensku.

## Průběh trasy
Z obce Ružomberok trasa stoupá Kalvárií, poté po západním úbočí hřebene Veľká skala (912 m n. m.) - Sidorovo (1099 m n. m.) na Vlkolínské lúky. Pokračuje kolem horského hotelu Maliny ke svému nejvyššímu bodu, vrcholu Malinné. Pokračuje přes vrchol Vtáčnik (Velká Fatra) (1090 m n. m.) a klesá do Čutkovské doliny, kterou dojde klesáním k jejímu začátku, Kolibě u Dobrého pastiera.
| Km   | Místo                      | Navazující a křižující trasy | Souřadnice                      | Nadm. výška  |
| ---- | -------------------------- | ---------------------------- | ------------------------------- | ------------ |
| 0    | Ružomberok, nám. A. Hlinku | 0856, 5600                   | 49°4′53″ s. š., 19°18′10″ v. d. | 490 m n. m.  |
| 1,6  | rozcestí Kalvária          | 0856                         | 49°4′28″ s. š., 19°17′7″ v. d.  | 610 m n. m.  |
| 2,0  | rozcestí pod Kalváriou     | 8613                         | 49°4′21″ s. š., 19°16′52″ v. d. | 628 m n. m.  |
| 4,9  | rozcestí Vlkolínské lúky   | 8613, 0856                   | 49°3′0″ s. š., 19°16′21″ v. d.  | 820 m n. m.  |
| 5,7  | Horský hotel Malina        | 0856                         | 49°3′10″ s. š., 19°15′55″ v. d. | 980 m n. m.  |
| 6,9  | Bike park Malino           |                              | 49°2′56″ s. š., 19°14′56″ v. d. | 1209 m n. m. |
| 7,9  | sedlo Pod Vtáčnikom        | 5600                         | 49°2′33″ s. š., 19°14′37″ v. d. | 1120 m n. m. |
| 8,5  | rozcestí Čutkovská dolina  |                              | 49°2′32″ s. š., 19°14′14″ v. d. | 1035 m n. m. |
| 10,2 | Vtáčnik-kalvária           |                              | 49°2′54″ s. š., 19°13′55″ v. d. | 810 m n. m.  |
| 11,2 | Jamišný vodopád            |                              | 49°3′26″ s. š., 19°14′7″ v. d.  | 700 m n. m.  |
| 14,9 | Koliba u Dobrého pastiera  |                              | 49°4′55″ s. š., 19°15′18″ v. d. | 520 m n. m.  |

## Galerie

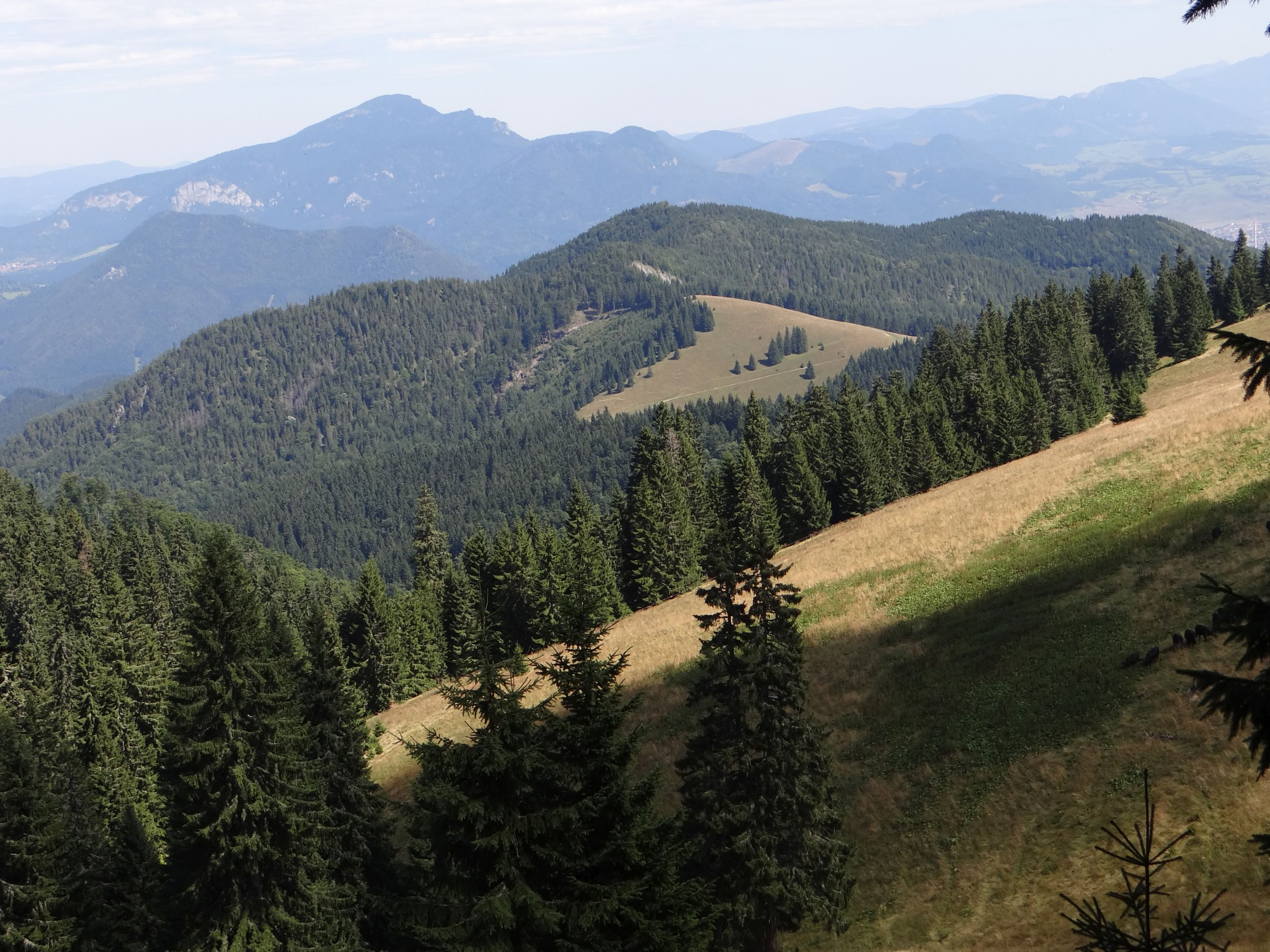
Čutkovská dolina
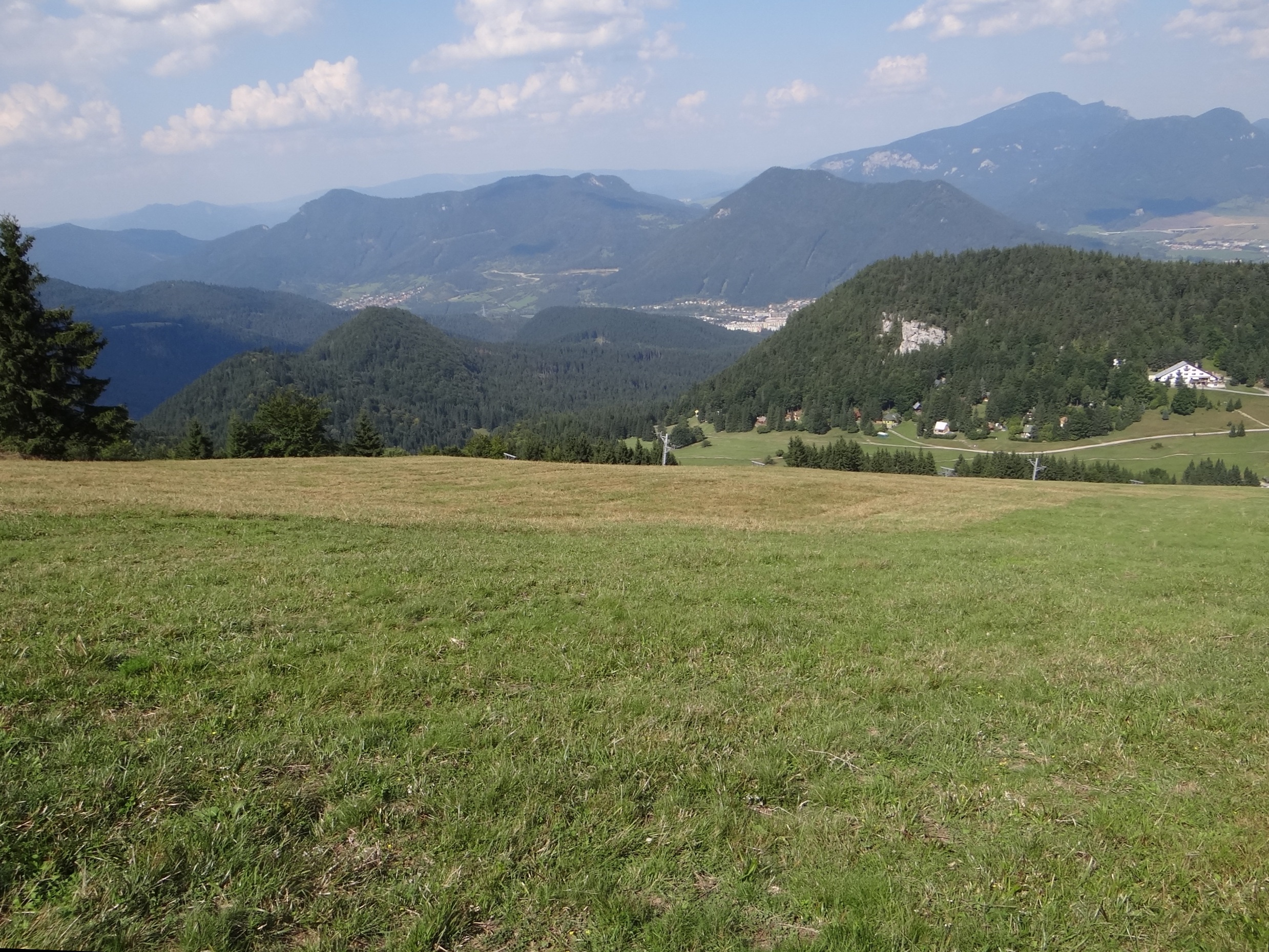
Vlkolínské ľuky